# أشكالهم غريبة
أشكالهم غريبة (بالانجليزية:Rolie Polie Olie) (بالمصرية: كوكب اورلي) هو مسلسل رسوم متحركة للاطفال الصغار من إنتاج نيلفانا وهيئة الإذاعة الكندية وبلاي هاوس ديزني.

## الممثلون
- جهينة نعيم
- ميسون أبو أسعد
- رغدة الخطيب
- محمد خرماشو
- لورا أبو أسعد
- منصور السلطي

## طاقم العمل

### النسخة العربية
- الإعداد: صفاء اليوسف
- المراجعة: د. شفيق بيطار
- التدقيق اللغوي: رمضان أيوب
- الترجمة: جالا مارديني
- الصوت والمكساج: عبد الهادي الملك
- المونتاج: سامر أبو حمد
- التترات: رافع عطايا
- كلمات الشارة والأغاني: رشا رزق
- أداء الطفلتين: زهراء محمد القطري فاطمة هاشم القطري
- أداء الطفلتين: فاطمة هاشم القطري زهراء محمد القطري
- تسجيل الشارة والأغاني: سامر أبو عسلي
- المتابعة المالية: محمد حسان مهنا عبد القادر نبهان
- إدارة الإنتاج: رضوان حجازي
- م. مخرج: بلال شرتوح
- إنتاج وتوزيع: EASTERN VISION EA (ماهر الحاج ويس)
- تنفيذ الدوبلاج: مركز الزهرة
- الإشراف الفني: لويس أبو عسلي

## روابط خارجية
- أشكالهم غريبة على موقع IMDb (الإنجليزية)
- أشكالهم غريبة على موقع روتن توميتوز (الإنجليزية)
- أشكالهم غريبة على موقع نتفليكس (الإنجليزية)
- أشكالهم غريبة على موقع كينوبويسك (الروسية)
- أشكالهم غريبة على موقع ألو سيني (الفرنسية)
- أشكالهم غريبة على موقع قاعدة بيانات الفيلم (الإنجليزية)